# 王寧 (正德進士)
王寧（1483年—？年），字仲一，四川遂寧縣人，四川潼川州民籍，治《春秋》，明朝政治人物。

## 生平
正德二年（1507年）丁卯科四川鄉試第二名舉人。正德六年（1511年）中式辛未科會試第三十八名，登第三甲第二百零六名進士。

## 家族
曾祖王□選；祖父王郁文，曾任壽官；父王紹紀，曾任七品散官。前母方氏；母陳氏。慈侍下。